# Davis-kupa

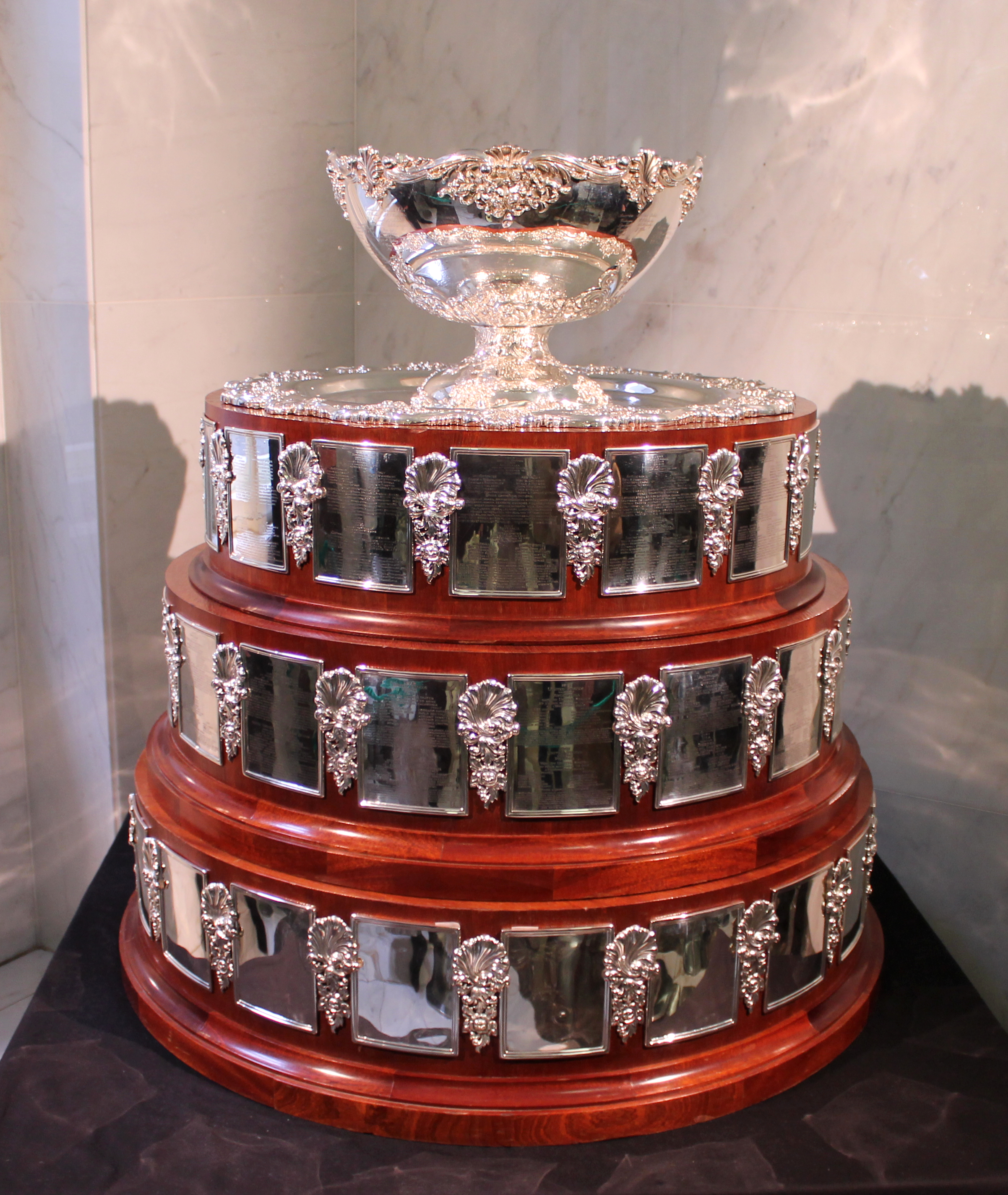
Davis-kupa

A Davis-kupa az első nemzetközi jellegű férfi csapatverseny a teniszben (a nőknél hasonló verseny a Fed-kupa). A versenysorozat győztesét az ITF csapatvilágbajnoka cím illeti meg. A versenyben országok csapatai versengenek egymással, egyéni és páros küzdelmeket vívnak.

## Története
A Davis-kupát két harvardi egyetemi hallgató találta ki, abból a célból, hogy először Amerika szintjén, később nemzetközi szinten is versenyeket rendezzenek.
A Davis-kupa története 1899-ben kezdődött, amikor Dwight Filley Davis, a Harvard Egyetem tanulója Holcombe Warddal együtt előbb egyetemi bajnokságot nyert, majd az USA teniszbajnoka lett. Ez a cím akkor kizárólag az USA keleti partjainak bajnokaként illette meg őket, de ők az ország bajnokai akartak lenni, ezért Davis elutazott a nyugati partra, hogy megvizsgálja, miként lehet egész Amerikára kiterjedő teniszbajnokságot szervezni.
A nyugati partvidékről való visszatérte után már nemzetközi méretekben gondolkodott:
„A nyugati országrészben a teniszjáték nagy fejlődést ér majd el a jövőben. Olyan hatalmas nemzetközi mérkőzéssorozatot kell létrehoznunk, hogy az ne csak itt, hanem az egész földkerekségen is föltűnést és érdeklődést keltsen.”
Belekezdett a szervezőmunkába. A gazdag Davis Bostonban a Shreve, Crump c Losx cégnél 18 kg súlyú ezüstserleget készíttetett.
A leendő viadalnak az International Lawn Tennis Challenge Trophy nevet adta, majd Amerikában kezdett el szervezkedni. A torna iránt nem mutatkozott nagy érdeklődés.
Davis elkezdett leveleket írni a nagyvilágba, szinte sikertelenül, majd végül egyedül a nagy-britanniai Lawn Tennis Association fogadta el a meghívást, igaz, nem a híres testvérpárjukat, Reginald Frankot és Hugh Lawrence Dohertyt, hanem egy kevéssé ismert párt, Babe Gore-t és Herbert Roper Barrettet nevezték egyéniben, akik ekkor vesztettek Wimbledonban, párosban pedig Ernest Blackkal egészültek ki.
A mérkőzés a Longwood Brookline Cricket Club pályáján (Massachusetts állam), 1900-ban zajlott le. Az első mérkőzésen Davis nyert Barrett ellen (1 : 0 Amerika javára), a másodikban is amerikai győzelem született Malcolm D. Whitman részéről Gore ellen, majd párosban az angol Barrett és Black sima vereséget szenvedett az amerikai Davis és Wardtól.
A harmadik egyesnél vihar miatt a mérkőzés félbeszakadt.
1901-ben a verseny érdeklődés hiánya miatt elmaradt, de 1902-ben folytatódott. 1902 és 1905 között a mérkőzéssorozatba bekapcsolódott Belgium, Ausztria, Franciaország és Ausztrália Új-Zélanddal vegyes csapatot alkotva. 
1924-ben a mérkőzéssorozat felkerült az International Lawn Tennis Challenge rendezvényei közé.
A kupa végső nevét 1945-ben, Dwight Davis halála után nyerte el.
Százéves évfordulóján már 129 nemzet csapatai indultak a mérkőzéssorozaton.
A 118 éven át meghonosodott lebonyolítási formát 2019-től megváltoztatták.

## A lebonyolítás formája

### 2018-ig
2018-ig minden Davis-kupa-mérkőzés 5 meccsből állt, 4 egyéni és egy páros mérkőzésből. Először a csapatok egyéni versenyzői játszottak egymással (az első helyen jelölt versenyzők és a második helyen jelölt versenyzők), majd páros mérkőzéssel folytatódott. Végül az első helyen jelölt versenyzők játszottak az ellenfél második helyen jelölt versenyzőivel.

### 2019-től
Az ITF változtatásokat fogadott el, mert a legjobb teniszezők általában lemondták a 118 évvel ezelőtt alapított férfi csapatversenyen való részvételt. A lebonyolítás új formájában a Davis-kupa februárban kezdődik 24 csapattal. 12 jut tovább, hozzájuk pedig csatlakozik az előző szezon négy elődöntőse, valamint két szabadkártyás csapat. A 18 csapatot hat darab hármas csoportja osztják, ahonnan nyolc csapat jut tovább a negyeddöntőbe. Ezt követően kieséses rendszer dönti el az elődöntőbe, majd a döntőbe jutás kérdését. A versenysorozat győztese kapja a Davis-kupát.
A csapatmérkőzéseket az eddigi három nap helyett két nap alatt bonyolítják le. Az első napon két egyesre kerül sor, a második napon kerül sor a párosok és az újabb két egyes mérkőzésre. A találkozók az eddigi három nyert játszma helyett két nyert szettre mennek.

## A Davis-kupa csoportok szintjei
| Szint | Csoport(ok)                         | Csoport(ok)                              | Csoport(ok)                              | Csoport(ok)                              |
| ----- | ----------------------------------- | ---------------------------------------- | ---------------------------------------- | ---------------------------------------- |
| 1     | Világcsoport 16 ország              | Világcsoport 16 ország                   | Világcsoport 16 ország                   | Világcsoport 16 ország                   |
| 2     | Amerikai zóna I. csoport 6 ország   | Európa/Afrika zóna I. csoport 11 ország  | Európa/Afrika zóna I. csoport 11 ország  | Ázsia/Óceánia zóna I. csoport 7 ország   |
| 3     | Amerikai zóna II. csoport 8 ország  | Európa/Afrika zóna II. csoport 16 ország | Európa/Afrika zóna II. csoport 16 ország | Ázsia/Óceánia zóna II. csoport 8 ország  |
| 4     | Amerikai zóna III. csoport 9 ország | Európai zóna III. csoport 15 ország      | Afrikai zóna III. csoport 10 ország      | Ázsia/Óceánia zóna III. csoport 9 ország |
| 5     |                                     |                                          |                                          | Ázsia/Óceánia zóna IV. csoport 11 ország |

## A Davis–kupa döntői
- 1900 – Amerikai Egyesült Államok – Nagy-Britannia 3–0
- 1901 – nem rendezték meg
- 1902 – Amerikai Egyesült Államok – Nagy-Britannia 3–2
- 1903 – Nagy-Britannia – Amerikai Egyesült Államok 4–1
- 1904 – Nagy-Britannia – Belgium 5–0
- 1905 – Nagy-Britannia – Amerikai Egyesült Államok 5–0
- 1906 – Nagy-Britannia – Amerikai Egyesült Államok 5–0
- 1907 – Ausztrálázsia – Nagy-Britannia 3–2
- 1908 – Ausztrálázsia – Amerikai Egyesült Államok 3–2
- 1909 – Ausztrálázsia – Amerikai Egyesült Államok 5–0
- 1910 – nem rendezték meg
- 1911 – Ausztrálázsia – Amerikai Egyesült Államok 5–0
- 1912 – Nagy-Britannia – Ausztrálázsia  3–2
- 1913 – Amerikai Egyesült Államok – Nagy-Britannia 3–2
- 1914 – Ausztrálázsia – Amerikai Egyesült Államok 3–2
- 1915 – 1918 között nem rendezték meg az I. világháború miatt
- 1919 – Ausztrália – Nagy-Britannia 4–1
- 1920 – Amerikai Egyesült Államok – Ausztrália 5–0
- 1921 – Amerikai Egyesült Államok – Japán 5–0
- 1922 – Amerikai Egyesült Államok – Ausztrália 4–1
- 1923 – Amerikai Egyesült Államok – Ausztrália 4–1
- 1924 – Amerikai Egyesült Államok – Ausztrália 5–0
- 1925 – Amerikai Egyesült Államok – Franciaország 5–0
- 1926 – Amerikai Egyesült Államok – Franciaország 4–1
- 1927 – Franciaország – Amerikai Egyesült Államok 3–2
- 1928 – Franciaország – Amerikai Egyesült Államok 4–1
- 1929 – Franciaország – Amerikai Egyesült Államok 3–2
- 1930 – Franciaország – Amerikai Egyesült Államok 4–1
- 1931 – Franciaország – Nagy-Britannia 3–2
- 1932 – Franciaország – Amerikai Egyesült Államok 3–2
- 1933 – Nagy-Britannia – Franciaország 3–2
- 1934 – Nagy-Britannia – Amerikai Egyesült Államok 4–1
- 1935 – Nagy-Britannia – Amerikai Egyesült Államok 5–0
- 1936 – Nagy-Britannia – Ausztrália 3–2
- 1937 – Amerikai Egyesült Államok – Nagy-Britannia 4–1
- 1938 – Amerikai Egyesült Államok – Ausztrália 3–2
- 1939 – Ausztrália – Amerikai Egyesült Államok 3–2
- 1940–1945 között nem rendezték meg a II. világháború miatt
- 1946 – Amerikai Egyesült Államok – Ausztrália 5–0
- 1947 – Amerikai Egyesült Államok – Ausztrália 4–1
- 1948 – Amerikai Egyesült Államok – Ausztrália 5–0
- 1949 – Amerikai Egyesült Államok – Ausztrália 4–1
- 1950 – Ausztrália – Amerikai Egyesült Államok 4–1
- 1951 – Ausztrália – Amerikai Egyesült Államok 3–2
- 1952 – Ausztrália – Amerikai Egyesült Államok 4–1
- 1953 – Ausztrália – Amerikai Egyesült Államok 3–2
- 1954 – Amerikai Egyesült Államok – Ausztrália 3–2
- 1955 – Ausztrália – Amerikai Egyesült Államok 5–0
- 1956 – Ausztrália – Amerikai Egyesült Államok 5–0
- 1957 – Ausztrália – Amerikai Egyesült Államok 3–2
- 1958 – Amerikai Egyesült Államok – Ausztrália 3–2
- 1959 – Ausztrália – Amerikai Egyesült Államok 3–2
- 1960 – Ausztrália – Olaszország 4–1
- 1961 – Ausztrália – Olaszország 5–0
- 1962 – Ausztrália – Mexikó 5–0
- 1963 – Amerikai Egyesült Államok – Ausztrália 3–2
- 1964 – Ausztrália – Amerikai Egyesült Államok 3–2
- 1965 – Ausztrália – Spanyolország 4–1
- 1966 – Ausztrália – India 4–1
- 1967 – Ausztrália – Spanyolország 4–1
- 1968 – Amerikai Egyesült Államok – Ausztrália 4–1
- 1969 – Amerikai Egyesült Államok – Románia 5–0
- 1970 – Amerikai Egyesült Államok – NSZK 5–0
- 1971 – Amerikai Egyesült Államok – Románia 3–2
- 1972 – Amerikai Egyesült Államok – Románia 3–2
- 1973 – Ausztrália – Amerikai Egyesült Államok 5–0
- 1974 – Dél-Afrika – India
- 1975 – Svédország – Csehszlovákia 3–2
- 1976 – Olaszország – Chile 4–1
- 1977 – Ausztrália – Olaszország 3–1
- 1978 – Amerikai Egyesült Államok – Nagy-Britannia 4–1
- 1979 – Amerikai Egyesült Államok – Olaszország 5–0
- 1980 – Csehszlovákia – Olaszország 4–1
- 1981 – Amerikai Egyesült Államok – Argentína 3–1
- 1982 – Amerikai Egyesült Államok – Franciaország 4–1
- 1983 – Ausztrália – Svédország 3–2
- 1984 – Svédország – Amerikai Egyesült Államok 4–1
- 1985 – Svédország – NSZK 3–2
- 1986 – Ausztrália – Svédország 3–2
- 1987 – Svédország – India 5–0
- 1988 – NSZK – Svédország 4–1
- 1989 – NSZK – Svédország 3–2
- 1990 – Amerikai Egyesült Államok – Ausztrália 3–2
- 1991 – Franciaország – Amerikai Egyesült Államok 3–1
- 1992 – Amerikai Egyesült Államok – Svájc 3–1
- 1993 – Németország – Ausztrália 4–1
- 1994 – Svédország – Oroszország 4–1
- 1995 – Amerikai Egyesült Államok – Oroszország 3–2
- 1996 – Franciaország – Svédország 3–2
- 1997 – Svédország – Amerikai Egyesült Államok 5–0
- 1998 – Svédország – Olaszország 4–1
- 1999 – Ausztrália – Franciaország 3–2
- 2000 – Spanyolország – Ausztrália 3–1
- 2001 – Franciaország – Ausztrália 3–2
- 2002 – Oroszország – Franciaország 3–2
- 2003 – Ausztrália – Spanyolország 3–1
- 2004 – Spanyolország – Amerikai Egyesült Államok 3–2
- 2005 – Horvátország – Szlovákia 3–2
- 2006 – Oroszország – Argentína 3–2
- 2007 – Amerikai Egyesült Államok – Oroszország 4–1
- 2008 – Spanyolország – Argentína 3–1
- 2009 – Spanyolország – Csehország 5–0
- 2010 – Szerbia – Franciaország 3–2
- 2011 – Spanyolország – Argentína 3–1
- 2012 – Csehország – Spanyolország 3–2
- 2013 – Csehország – Szerbia 3–2
- 2014 – Svájc – Franciaország 3–1
- 2015 – Nagy-Britannia – Belgium 3–1
- 2016 – Argentína – Horvátország 3–2
- 2017 – Franciaország – Belgium 3–2
- 2018 – Horvátország – Franciaország 3–1
- 2019 – Spanyolország – Kanada 2–0
- 2020 – Elmaradt
- 2021 – Oroszország – Horvátország 2–0
- 2022 – Kanada – Ausztrália 2–0
- 2023 – Olaszország – Ausztrália 2–0
- 2024 – Olaszország – Hollandia 2–0

## A magyar Davis-kupa-válogatott eredményei
A magyar nemzeti teniszválogatott először 1924-ben nevezett a Davis-kupára, nevezését ekkor a nemzetközi szövetség még elutasította, mivel Magyarországot és Ausztriát, mint az első világháborúban vesztes hatalmakat nem vette fel a nemzetközi szövetségbe. Az eljárás nagy nemzetközi felháborodást keltett, amelyet visszavontak, így a tenisztörténetbe 1924 került be az első szereplés éveként. A következő év márciusában megtartott sorsoláson Ausztriával és Franciaországgal kerültek egy csoportba. A világcsoportba a magyar válogatott eddig háromszor került be: 1994-ben, majd a Köves Gábor, Krocskó József, Markovits László és Noszály Sándor összetételű magyar csapat 1996-ban, és 21 év után 2018-ban a Balázs Attila, Fucsovics Márton, Piros Zsombor, Borsos Gábor, Gödry Levente összetételű csapat ismét kiharcolta a versenysorozat legmagasabb szintjén való szereplést. Az Európai Zóna döntőjében kétszer szerepelt a csapat: 1976-ban és 1978-ban.
A Davis-kupák történetében 2018-ig Magyarország összesen 166 mérkőzést vívott 83–83-as eredménnyel. A legtöbbször Taróczy Balázs játszott, aki 33 alkalommal szerepelt Davis-kupa találkozón, és ő a legeredményesebb is: 76 mérkőzésen győzött és csak 19 mérkőzésen szenvedett vereséget. A leghosszabb ideig, 15 éven át Bardóczky Kornél volt a magyar teniszválogatott tagja.
2020-ban a magyar válogatott bejutott az új rendszerű Davis-kupa finálé 18 csapata közé.